# Ricky Charles
Ricky Charles (19 de junho de 1975) é um futebolista granadino que atua como meio-campista. Atualmente joga pelo QPR St. George's.

## Carreira
Iniciou sua carreira no futebol universitário dos Estados Unidos, onde atuou por Bryant & Stratton Bobcats e South Carolina Spartans, entre 2001 e 2004. Em 2005, estreou no futebol profissional ao defender o New Hampshire Phantoms; em 2 temporadas, foram 4 gols em 24 partidas disputadas. Jogou ainda no Brooklyn Knights em 2007, antes de uma curta passagem pelo St. Ann's Rangers (Trinidad e Tobago).
Em 2009, Charles assinou com o QPR St. George's, de onde saiu em 2013 para defender o Old Road (Antígua e Barbuda). Voltaria ao QPR em 2016, permanecendo até hoje no clube.

## Período de experiência no West Bromwich
O meio-campista chegou a passar um período de experiência no West Bromwich Albion, porém não assinou com os Baggies.

## Seleção
Entre 1995 e 2011, Charles atuou 48 vezes pela Seleção Granadina de Futebol, sendo o maior artilheiro dos Spice Boys em toda a história, com 37 gols. Disputou 2 edições da Copa Ouro da CONCACAF (2009 e 2011). As seleções de Anguilla, Saint-Martin, Ilhas Virgens Americanas e Guiana são as que levaram mais gols do meio-campista (12 no total).

## Títulos
Brooklyn Knights
- USL PDL Eastern Conference: 1 (2007)

St. Ann's Rangers
- Trinidad and Tobago Classic 1 (2008)